# Thornport
Thornport – jednostka osadnicza w Stanach Zjednoczonych, w stanie Ohio, w hrabstwie Perry.